# Potzneusiedl
Potzneusiedl  (Lajtafalu em húngaro), é um município na Áustria, do estado da Burgenlândia (Burgenland).

## Geografia
Localizado ao leste do país no distrito Neusiedl am See, que faz a parte da Planície da Panónia.   
O município é limitado a norte pelo  rio Leitha, que define a fronteira com Baixa Áustria (Niederösterreich).
15 quilômetros ao sul está situado Lago de Neusiedl (Neusiedler See).

## História
A palavra Potzneusiedl foi usada pela primeira vez no início do século XIII. 
Até 1920/21 toda área pertencia ao Reino da Hungria e desde 1898 a freguesia chamava-se Lajtafalu. Após a assinatura do Tratado de Trianon a Áustria recebeu a Burgenland (4000 km²).

### Castelo
A primeira pedra do edifício foi colocada no ano 1798 e concluída em 1808 para a família Batthyany, que morava no castelo ate 1965.
Hoje o castelo é um museu de ícones, galerias, antiquários , mas também o Instituto Cultural Áustriaco-Roméno .

### Castelo - fotografias

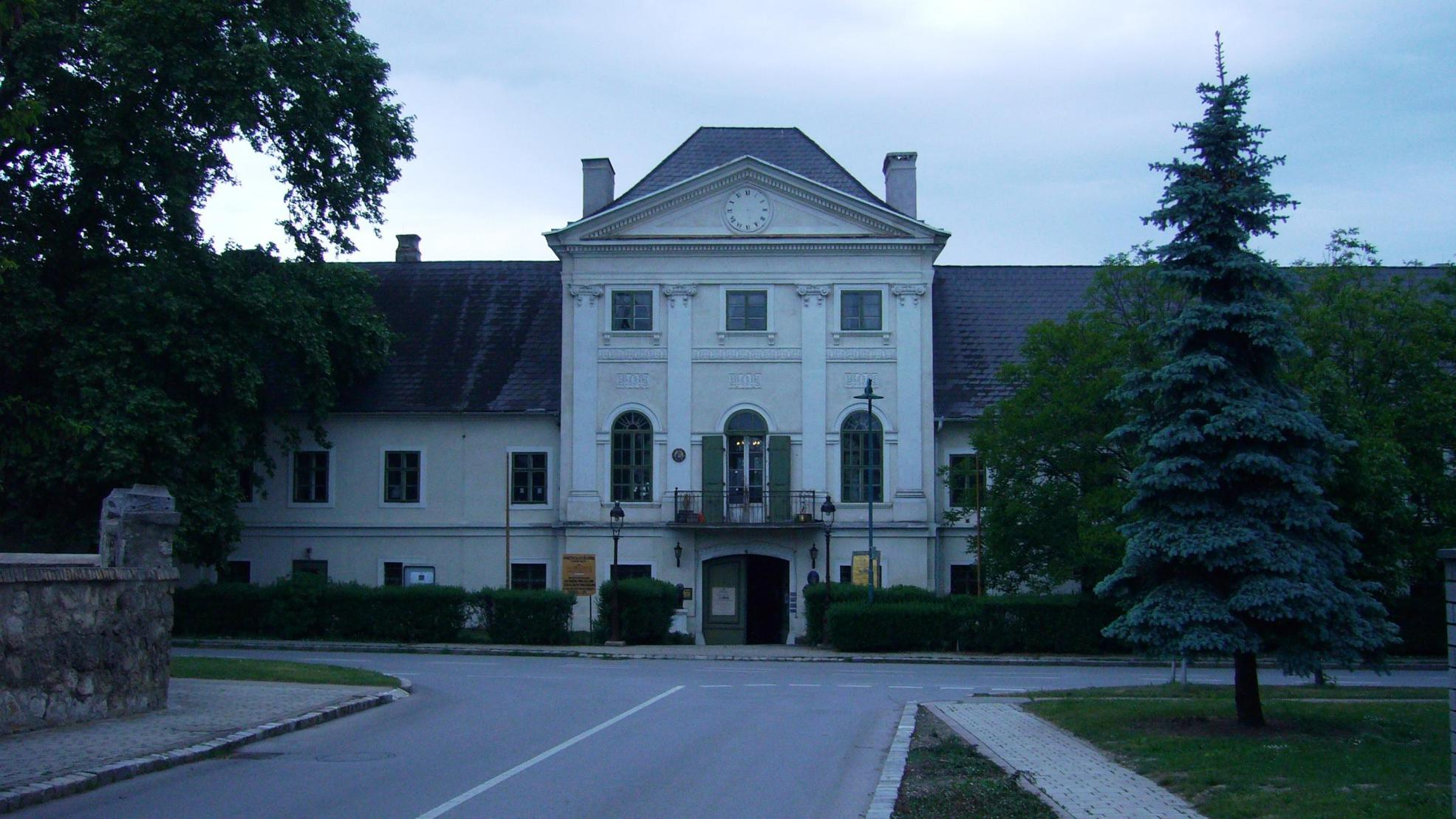
Castelo Potzneusiedl - Vista da rua
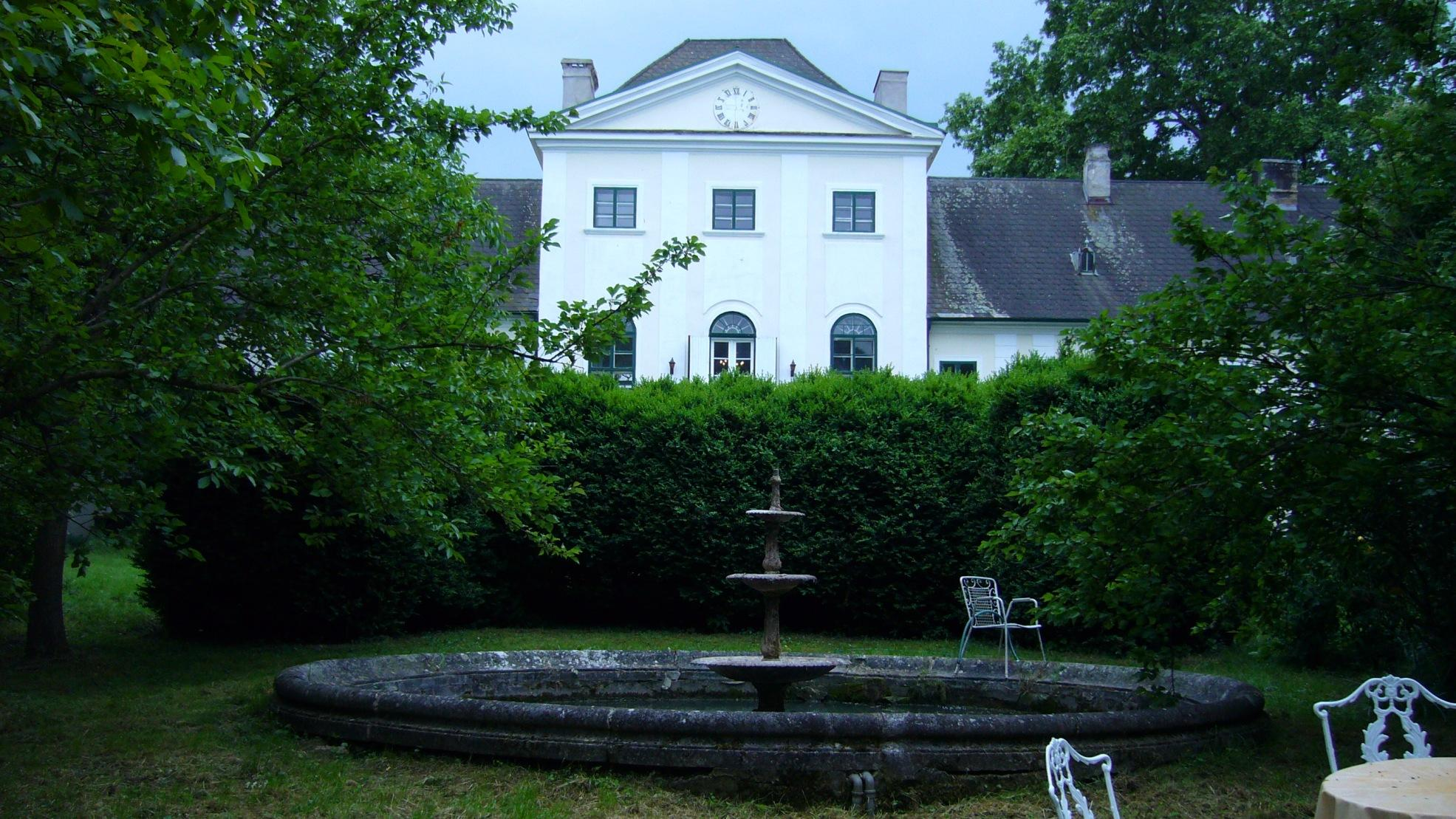
Castelo Potzneusiedl - Vista do jardim
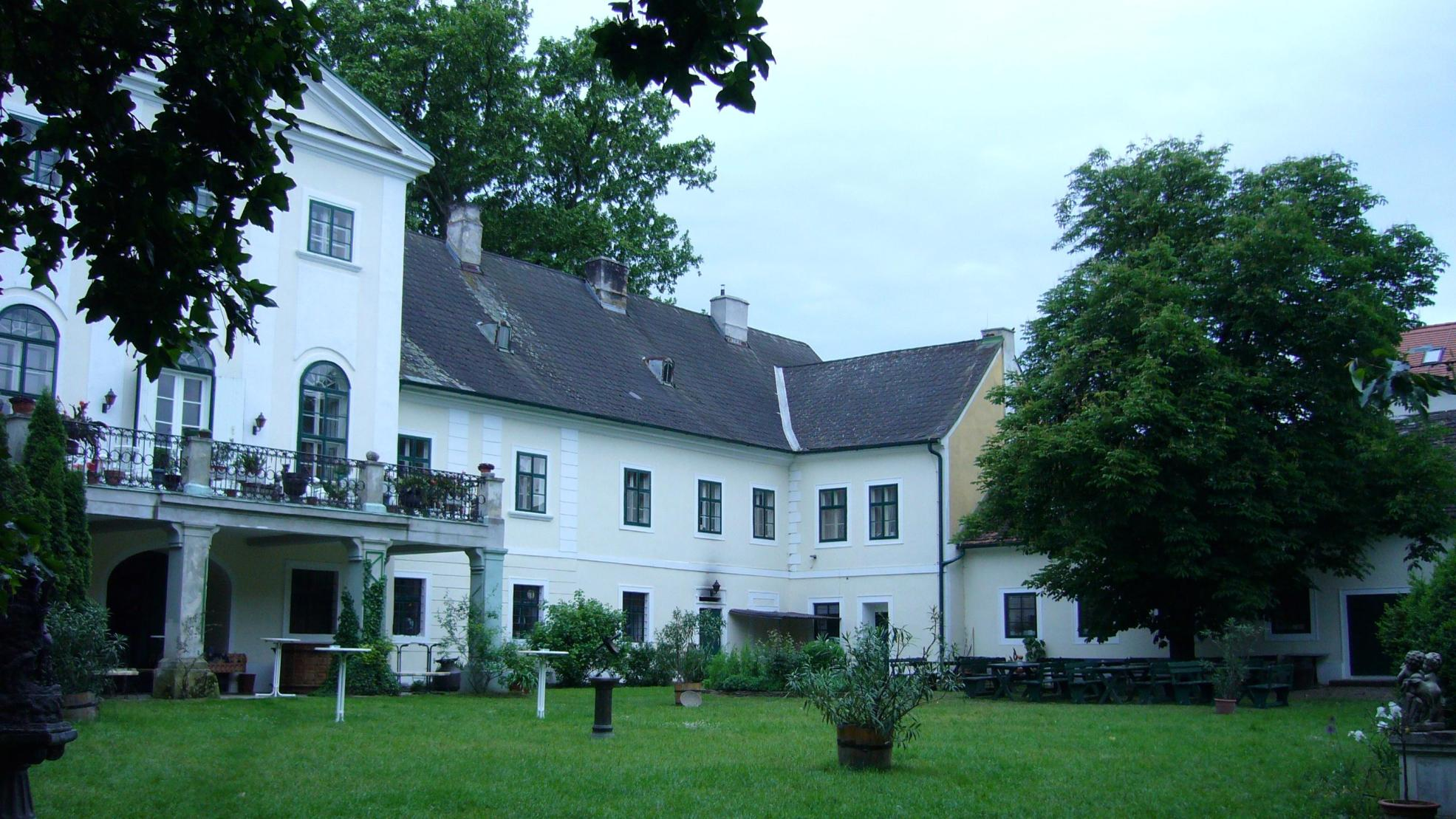
Castelo Potzneusiedl - Vista do jardim